# Скеджно
Скеджно (італ. Scheggino) — муніципалітет в Італії, у регіоні Умбрія,  провінція Перуджа.
Скеджно розташоване на відстані близько 100 км на північ від Рима, 60 км на південний схід від Перуджі.
Населення — 474 особи (2014).
Щорічний фестиваль відбувається 6 грудня. Покровитель — святий Миколай.

## Демографія
Населення за роками:

Станом на 1 січня 2023 року в муніципалітеті офіційно проживали 43 іноземці з 11 країн, серед них 14 громадян країн Євросоюзу та 5 громадян України.

## Сусідні муніципалітети
- Ферентілло
- Монтелеоне-ді-Сполето
- Сант'Анатолія-ді-Нарко
- Сполето